# HD23509
HD23509 — хімічно пекулярна зоря спектрального класу A3, що має видиму зоряну величину в смузі V приблизно  7,9.
Вона  розташована на відстані близько 696,9 світлових років від Сонця.